# El Xarpolar
La Mancomunidad del Xarpolar es una unificación de 28 pueblos cercanos a Alcoy, ciudad española situada en el norte de la provincia de Alicante, para poder sufragar los gastos derivados de la recogida, transporte y tratamiento de residuos sólidos urbanos.
En la actualidad depende de las subvenciones que la Diputación Provincial de Alicante otorga a tal efecto.
El presidente de El Xarpolar es el alcalde de Penáguila, Carlos Blanes Gisbert, del Partido Popular, quien resultó elegido en octubre de 2011
- Datos: Q5823707